# 薩多韋 (波洛希區)
47°17′45″N 35°40′24″E / 47.29583°N 35.67333°E
薩多韋（烏克蘭語：Садове）是位於烏克蘭東南部的村莊，由扎波羅熱州波洛希區的托克馬克市鎮負責管轄。該村始建於1928年，面積1.21平方公里，海拔高度47米，2001年人口405，人口密度每平方公里336.1人。